# Khúc côn cầu trên cỏ tại Đại hội Thể thao châu Á 1990
Các nội dung thi đấu bộ môn khúc côn cầu trên cỏ diễn ra tại Đại hội Thể thao châu Á 1990 tại Trung tâm thể thao Olympic, Bắc Kinh, Trung Quốc.

## Danh sách huy chương
| Nội dung | Vàng | Bạc | Đồng |
| -------- | --- | --- | --- |
| Nam      | Pakistan · Mansoor Ahmed · Shahbaz Ahmed · Rana Mujahid Ali · Khalid Bashir · Wasim Feroz · Musaddiq Hussain · Muhammad Qamar Ibrahim · Muhammad Irfan · Khawaja Junaid · Shahid Ali Khan · Farhat Hassan Khan · Qazi Mohib · Muhammad Riasat · Anjum Saeed · Zahid Shareef · Tahir Zaman | Ấn Độ · Shakeel Ahmed · Mohammed Ali · Darryl D'Souza · John Fernandes · Mark Patterson · Dhanraj Pillay · Jude Felix Sebastian · Gundeep Singh · Harendra Singh · Jagbir Singh · Jagdev Singh · Pargat Singh · Ram Prakash Singh · Thoiba Singh · Vivek Singh · A. B. Subbaiah | Malaysia · Mohd Abdul Hadi · Charles David Aitken · Enbaraj Kanniah · Gary Fidelis · Kamarudzaman · Lim Chiow Chuan · Soon Mustapha · Mirnawan Nawawi · Shankar Ramu · Sarjit Singh · Brian Jayhan Siva · Sivabalan Selvadurai · Ahmad Suffian · Tai Beng Hai · Nor Saiful Zaini · Ahmad Fadzil Zainal |
| Nữ       | Hàn Quốc · Chang Eun-jung · Cho Kyu-soon · Han Gum-shil · Jin Won-sim · Kim Hyung-soon · Kim Kuk-hee · Kim Kyung-ae · Kim Soon-duk · Kwon Chang-sook · Lee Kyung-hee · Lee Ok-hee · Lee Seon-young · Lim Kye-sook · Ro Young-mi · Son Jeong-im · You Jae-sook                             | Trung Quốc · Ao Hongmei · Cai Donghong · Chen Jianbin · Chen Mingzhu · Ding Hongping · Fu Bin · Han Wen · Shi Yanhui · Tang Hua · Wang Yanhong · Wen Qi · Wu Yanzhen · Yang Hongbing · Yang Huiping · Ye Jinping · Yu Shuzhen                                                   | Nhật Bản |

## Bảng tổng sắp huy chương
| Hạng               | Đoàn               | Vàng | Bạc | Đồng | Tổng số |
| ------------------ | ------------------ | ---- | --- | ---- | ------- |
| 1                  | Pakistan           | 1    | 0   | 0    | 1       |
| 1                  | Hàn Quốc           | 1    | 0   | 0    | 1       |
| 3                  | Ấn Độ              | 0    | 1   | 0    | 1       |
| 3                  | Trung Quốc         | 0    | 1   | 0    | 1       |
| 5                  | Malaysia           | 0    | 0   | 1    | 1       |
| 5                  | Nhật Bản           | 0    | 0   | 1    | 1       |
| Tổng số (6 đơn vị) | Tổng số (6 đơn vị) | 2    | 2   | 2    | 6       |

## Kết quả

### Nam
| Đội tuyển  | ST | T | H | B | BT | BB | HS  | Đ  |
| ---------- | -- | - | - | - | -- | -- | --- | -- |
| Pakistan   | 6  | 6 | 0 | 0 | 42 | 5  | +37 | 12 |
| Ấn Độ      | 6  | 5 | 0 | 1 | 22 | 3  | +19 | 10 |
| Malaysia   | 6  | 4 | 0 | 2 | 16 | 10 | +6  | 8  |
| Hàn Quốc   | 6  | 3 | 0 | 3 | 14 | 11 | +3  | 6  |
| Trung Quốc | 6  | 2 | 0 | 4 | 8  | 15 | −7  | 4  |
| Nhật Bản   | 6  | 1 | 0 | 5 | 9  | 21 | −12 | 2  |
| Hồng Kông  | 6  | 0 | 0 | 6 | 1  | 47 | −46 | 0  |

| 23 tháng 9 |

| Trung Quốc | 0–3 | Malaysia |
| ---------- | --- | -------- |
|            |     |          |

| Trung tâm Thể thao Olympic, Bắc Kinh |

| 23 tháng 9 |

| Hồng Kông | 0–8 | Hàn Quốc |
| --------- | --- | -------- |
|           |     |          |

| Trung tâm Thể thao Olympic, Bắc Kinh |

| 23 tháng 9 |

| Pakistan | 11–1 | Nhật Bản |
| -------- | ---- | -------- |
|          |      |          |

| Trung tâm Thể thao Olympic, Bắc Kinh |

| 25 tháng 9 |

| Trung Quốc | 0–4 | Ấn Độ |
| ---------- | --- | ----- |
|            |     |       |

| Trung tâm Thể thao Olympic, Bắc Kinh |

| 25 tháng 9 |

| Pakistan | 4–2 | Malaysia |
| -------- | --- | -------- |
|          |     |          |

| Trung tâm Thể thao Olympic, Bắc Kinh |

| 25 tháng 9 |

| Nhật Bản | 0–2 | Hàn Quốc |
| -------- | --- | -------- |
|          |     |          |

| Trung tâm Thể thao Olympic, Bắc Kinh |

| 27 tháng 9 |

| Pakistan | 5–0 | Hàn Quốc |
| -------- | --- | -------- |
|          |     |          |

| Trung tâm Thể thao Olympic, Bắc Kinh |

| 27 tháng 9 |

| Trung Quốc | 5–0 | Hồng Kông |
| ---------- | --- | --------- |
|            |     |           |

| Trung tâm Thể thao Olympic, Bắc Kinh |

| 27 tháng 9 |

| Malaysia | 0–1 | Ấn Độ |
| -------- | --- | ----- |
|          |     |       |

| Trung tâm Thể thao Olympic, Bắc Kinh |

| 29 tháng 9 |

| Hồng Kông | 0–5 | Nhật Bản |
| --------- | --- | -------- |
|           |     |          |

| Trung tâm Thể thao Olympic, Bắc Kinh |

| 29 tháng 9 |

| Ấn Độ | 2–0 | Hàn Quốc |
| ----- | --- | -------- |
|       |     |          |

| Trung tâm Thể thao Olympic, Bắc Kinh |

| 29 tháng 9 |

| Pakistan | 5–0 | Trung Quốc |
| -------- | --- | ---------- |
|          |     |            |

| Trung tâm Thể thao Olympic, Bắc Kinh |

| 1 tháng 10 |

| Hàn Quốc | 2–1 | Trung Quốc |
| -------- | --- | ---------- |
|          |     |            |

| Trung tâm Thể thao Olympic, Bắc Kinh |

| 1 tháng 10 |

| Malaysia | 3–2 | Nhật Bản |
| -------- | --- | -------- |
|          |     |          |

| Trung tâm Thể thao Olympic, Bắc Kinh |

| 1 tháng 10 |

| Ấn Độ | 10–0 | Hồng Kông |
| ----- | ---- | --------- |
|       |      |           |

| Trung tâm Thể thao Olympic, Bắc Kinh |

| 3 tháng 10 |

| Ấn Độ | 3–0 | Nhật Bản |
| ----- | --- | -------- |
|       |     |          |

| Trung tâm Thể thao Olympic, Bắc Kinh |

| 3 tháng 10 |

| Pakistan | 14–0 | Hồng Kông |
| -------- | ---- | --------- |
|          |      |           |

| Trung tâm Thể thao Olympic, Bắc Kinh |

| 3 tháng 10 |

| Hàn Quốc | 2–3 | Malaysia |
| -------- | --- | -------- |
|          |     |          |

| Trung tâm Thể thao Olympic, Bắc Kinh |

| 5 tháng 10 |

| Malaysia | 5–1 | Hồng Kông |
| -------- | --- | --------- |
|          |     |           |

| Trung tâm Thể thao Olympic, Bắc Kinh |

| 5 tháng 10 |

| Nhật Bản | 1–2 | Trung Quốc |
| -------- | --- | ---------- |
|          |     |            |

| Trung tâm Thể thao Olympic, Bắc Kinh |

| 5 tháng 10 |

| Pakistan | 3–2 | Ấn Độ |
| -------- | --- | ----- |
|          |     |       |

| Trung tâm Thể thao Olympic, Bắc Kinh |

### Nữ
| Đội tuyển         | ST | T | H | B | BT | BB | HS  | Đ |
| ----------------- | -- | - | - | - | -- | -- | --- | - |
| Hàn Quốc          | 5  | 4 | 1 | 0 | 32 | 2  | +30 | 9 |
| Trung Quốc        | 5  | 4 | 0 | 1 | 20 | 4  | +16 | 8 |
| Nhật Bản          | 5  | 3 | 1 | 1 | 17 | 6  | +11 | 7 |
| Ấn Độ             | 5  | 2 | 0 | 3 | 8  | 10 | −2  | 4 |
| CHDCND Triều Tiên | 5  | 1 | 0 | 4 | 6  | 21 | −15 | 2 |
| Singapore         | 5  | 0 | 0 | 5 | 0  | 40 | −40 | 0 |

| 24 tháng 9 |

| Trung Quốc | 6–0 | Singapore |
| ---------- | --- | --------- |
|            |     |           |

| Trung tâm Thể thao Olympic, Bắc Kinh |

| 24 tháng 9 |

| Hàn Quốc | 7–0 | CHDCND Triều Tiên |
| -------- | --- | ----------------- |
|          |     |                   |

| Trung tâm Thể thao Olympic, Bắc Kinh |

| 24 tháng 9 |

| Nhật Bản | 1–0 | Ấn Độ |
| -------- | --- | ----- |
|          |     |       |

| Trung tâm Thể thao Olympic, Bắc Kinh |

| 26 tháng 9 |

| Trung Quốc | 4–1 | Nhật Bản |
| ---------- | --- | -------- |
|            |     |          |

| Trung tâm Thể thao Olympic, Bắc Kinh |

| 26 tháng 9 |

| Ấn Độ | 2–0 | CHDCND Triều Tiên |
| ----- | --- | ----------------- |
|       |     |                   |

| Trung tâm Thể thao Olympic, Bắc Kinh |

| 26 tháng 9 |

| Hàn Quốc | 16–0 | Singapore |
| -------- | ---- | --------- |
|          |      |           |

| Trung tâm Thể thao Olympic, Bắc Kinh |

| 28 tháng 9 |

| Hàn Quốc | 6–1 | Ấn Độ |
| -------- | --- | ----- |
|          |     |       |

| Trung tâm Thể thao Olympic, Bắc Kinh |

| 28 tháng 9 |

| Singapore | 0–9 | Nhật Bản |
| --------- | --- | -------- |
|           |     |          |

| Trung tâm Thể thao Olympic, Bắc Kinh |

| 28 tháng 9 |

| CHDCND Triều Tiên | 0–6 | Trung Quốc |
| ----------------- | --- | ---------- |
|                   |     |            |

| Trung tâm Thể thao Olympic, Bắc Kinh |

| 30 tháng 9 |

| Singapore | 0–4 | CHDCND Triều Tiên |
| --------- | --- | ----------------- |
|           |     |                   |

| Trung tâm Thể thao Olympic, Bắc Kinh |

| 30 tháng 9 |

| Ấn Độ | 0–3 | Trung Quốc |
| ----- | --- | ---------- |
|       |     |            |

| Trung tâm Thể thao Olympic, Bắc Kinh |

| 30 tháng 9 |

| Hàn Quốc | 0–0 | Nhật Bản |
| -------- | --- | -------- |
|          |     |          |

| Trung tâm Thể thao Olympic, Bắc Kinh |

| 2 tháng 10 |

| Nhật Bản | 6–2 | CHDCND Triều Tiên |
| -------- | --- | ----------------- |
|          |     |                   |

| Trung tâm Thể thao Olympic, Bắc Kinh |

| 2 tháng 10 |

| Ấn Độ | 5–0 | Singapore |
| ----- | --- | --------- |
|       |     |           |

| Trung tâm Thể thao Olympic, Bắc Kinh |

| 2 tháng 10 |

| Hàn Quốc | 3–1 | Trung Quốc |
| -------- | --- | ---------- |
|          |     |            |

| Trung tâm Thể thao Olympic, Bắc Kinh |